# 五岔路乡
五岔路乡是云南省德宏傣族景颇族自治州芒市下辖的一个乡，位于芒市西北部。

## 历史
1971年，江东公社五岔路大队、梁子街大队、芒蚌大队、西山公社湾丹大队、石板大队、赖峨大队组建五岔路公社。1984年，潞西县恢复区乡建制，改称五岔路区；1987年12月，五岔路区改为五岔路乡:25-31。

## 地理
五岔路乡总面积202平方千米，距离芒市45千米；2020年有人口10,990人，景颇族占30.15%（2019年），德昂族占7.39%，其余主要是汉族:113。五岔路乡位于江东梁子中部，地势西北高、东南低，山地为主，森林覆盖率53.47%。境内最高峰湾丹村的孟广山，海拔1,698米；最低点新寨村的赖峨寨，海拔1,060米。境内河流属瑞丽江流域，瑞丽江干流五岔路乡西北，是芒市与陇川县的边界线。:2569。

## 行政区划
五岔路乡下辖以下地区：
五岔路村、梁子街村、芒蚌村、弯丹村、石板村和新寨村。

## 经济
2016年，五岔路乡有耕地面积71,822亩，农业总产值16,927万元，主要作物有水稻、玉米、小麦、甘蔗、茶叶、竹子、油茶、核桃、油桃、咖啡、橘子、甘蔗、石斛等。2011年有规模以上工业企业2家，全年社会商品销售额128万元，财政收入406.77万元。:2568

## 基础设施
五岔路乡有5所小学和1所初中，乡内建有文化站2个、卫生院1所。乡内有县乡级公路3条，总长23.44千米，乡村公路通达率100%。:2568